# Alpha Ethniki 2005-2006
L'Alpha Ethniki 2005-2006 fu la 70ª edizione della massima serie del campionato di calcio greco, conclusa con la vittoria dell'Olympiacos Pireo, al suo trentaquattresimo titolo e secondo consecutivo.
Capocannoniere del torneo fu Dimitris Salpingidis (PAOK Salonicco), con 17 reti.

## Formula
Come nella stagione precedente le squadre partecipanti furono sedici e disputarono un girone di andata e ritorno per un totale di 30 partite.
Le ultime tre classificate furono retrocesse in Beta Ethniki.
Il punteggio prevedeva tre punti per la vittoria, uno per il pareggio e nessuno per la sconfitta.
Le squadre ammesse alle coppe europee furono sette: i campioni alla fase a gironi della UEFA Champions League 2006-2007 con la seconda che ne disputò i preliminari, la vincitrice della coppa nazionale con terza, quarta e quinta alla Coppa UEFA 2006-2007 e un'ulteriore squadra alla Coppa Intertoto 2006.

## Squadre partecipanti
| Squadra            | Città      | Stadio | Stagione 2004-2005 |
| ------------------ | ---------- | ------ | ------------------ |
| AEK Atene          | Atene      |        | 3°                 |
| Akratītos          | Ano Liosia |        | 3º in Beta Ethniki |
| Apollōn Kalamarias | Kalamaria  |        | 12°                |
| Atromītos          | Peristeri  |        | 8°                 |
| Egaleo             | Egaleo     |        | 6°                 |
| Iōnikos            | Nikea      |        | 10°                |
| Īraklīs            | Salonicco  |        | 7°                 |
| Kallithea          | Kallithea  |        | 9°                 |
| Larissa            | Larissa    |        | 1º in Beta Ethniki |
| Levadeiakos        | Livadia    |        | 2º in Beta Ethniki |
| OFI Creta          | Candia     |        | 13°                |
| Olympiacos         | Il Pireo   |        | Campione di Grecia |
| Panathīnaïkos      | Atene      |        | 2°                 |
| Paniōnios          | Nea Smyrnī |        | 11°                |
| PAOK               | Salonicco  |        | 5°                 |
| Skoda Xanthī       | Xanthi     |        | 4°                 |

## Classifica finale
|                   | Pos. | Squadra            | Pt | G  | V  | N  | P  | GF | GS | DR  |
| ----------------- | ---- | ------------------ | -- | -- | -- | -- | -- | -- | -- | --- |
| Grecia (bandiera) | 1.   | Olympiacos         | 70 | 30 | 23 | 1  | 6  | 63 | 23 | +40 |
|                   | 2.   | AEK Atene          | 67 | 30 | 21 | 4  | 5  | 42 | 20 | +22 |
|                   | 3.   | Panathīnaïkos      | 67 | 30 | 21 | 4  | 5  | 55 | 23 | +32 |
|                   | 4.   | Īraklīs            | 51 | 30 | 15 | 6  | 9  | 39 | 31 | +8  |
|                   | 5.   | Skoda Xanthī       | 47 | 30 | 13 | 8  | 9  | 31 | 25 | +6  |
|                   | 6.   | PAOK               | 46 | 30 | 13 | 7  | 10 | 44 | 31 | +13 |
|                   | 7.   | Atromītos          | 42 | 30 | 12 | 6  | 12 | 36 | 37 | -1  |
|                   | 8.   | Larissa            | 39 | 30 | 10 | 9  | 11 | 31 | 37 | -6  |
|                   | 9.   | Apollōn Kalamarias | 38 | 30 | 10 | 8  | 12 | 32 | 36 | -4  |
|                   | 10.  | Egaleo             | 33 | 30 | 8  | 9  | 13 | 23 | 41 | -18 |
|                   | 11.  | Paniōnios          | 32 | 30 | 9  | 5  | 16 | 33 | 45 | -12 |
|                   | 12.  | Iōnikos            | 32 | 30 | 6  | 14 | 10 | 36 | 41 | -5  |
|                   | 13.  | OFI Creta          | 31 | 30 | 7  | 10 | 13 | 23 | 37 | -14 |
|                   | 14.  | Levadeiakos        | 31 | 30 | 8  | 7  | 15 | 24 | 36 | -12 |
|                   | 15.  | Kallithea          | 20 | 30 | 4  | 8  | 18 | 28 | 49 | -21 |
|                   | 16.  | Akratītos          | 18 | 30 | 4  | 6  | 20 | 19 | 47 | -28 |

Legenda:

      Campione di Grecia e ammesso alla UEFA Champions League
      Ammesso alla UEFA Champions League
      Ammesso alla Coppa UEFA
      Ammesso alla Coppa Intertoto
      Retrocesso in Beta Ethniki
      Retrocesso in Delta Ethniki
Note:

Tre punti a vittoria, uno a pareggio, zero a sconfitta.

### Verdetti
- Olympiacos Pireo campione di Grecia 2005-06 e qualificato alla fase a gironi della UEFA Champions League
- AEK Atene qualificato al terzo turno preliminare della UEFA Champions League
- Panathinaikos, Iraklis Salonicco, Skoda Xanthi e Atromitos qualificati alla Coppa UEFA
- AEL Larissa qualificato alla Coppa Intertoto
- Levadiakos e Kallithea retrocesse in Beta Ethniki.
- Akratitos retrocesso in Delta Ethniki per bancarotta.